# Parc du dôme
Le parc du dôme (estonien : Toompark) est un parc de l'arrondissement de Kesklinn à Tallinn en Estonie. 

## Présentation
Le parc, le plus grand de la zone des bastions, a été aménagé dans l’ancien talus fortifié de Toompea.
Il entoure l'étang de Snell, qui est le dernier vestige des douves qui entouraient autrefois la vieille ville.
L'étang porte le nom de Johan Snell, un jardinier suédois dont la maison se tenait près de l'étang au 19e siècle. 
En 1903, on inaugure les escaliers de Patkul, qui partent du belvédère et relient la ville haute à la ville basse.
À la même époque, le reste du parc est réaménagé en jardin paysager. 
Une fontaine polygonale et une rocaille sont alors construitee près de l’étang.

## Galerie

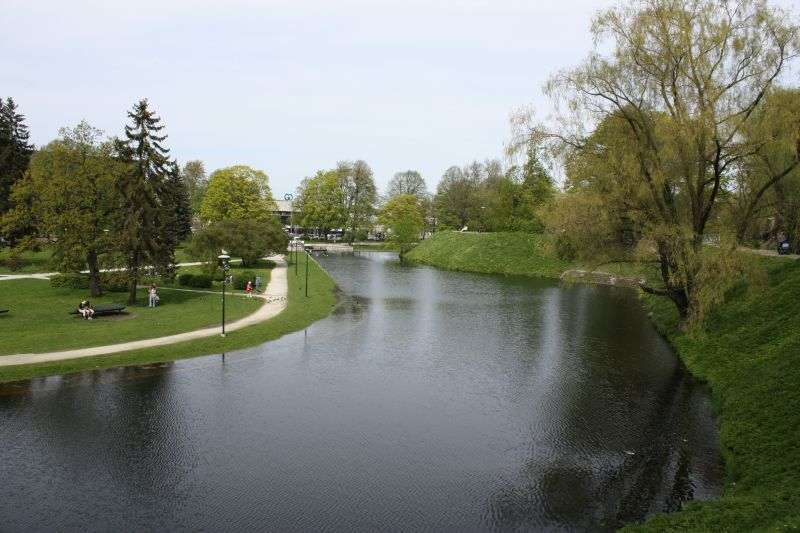
L'étang de Snell.
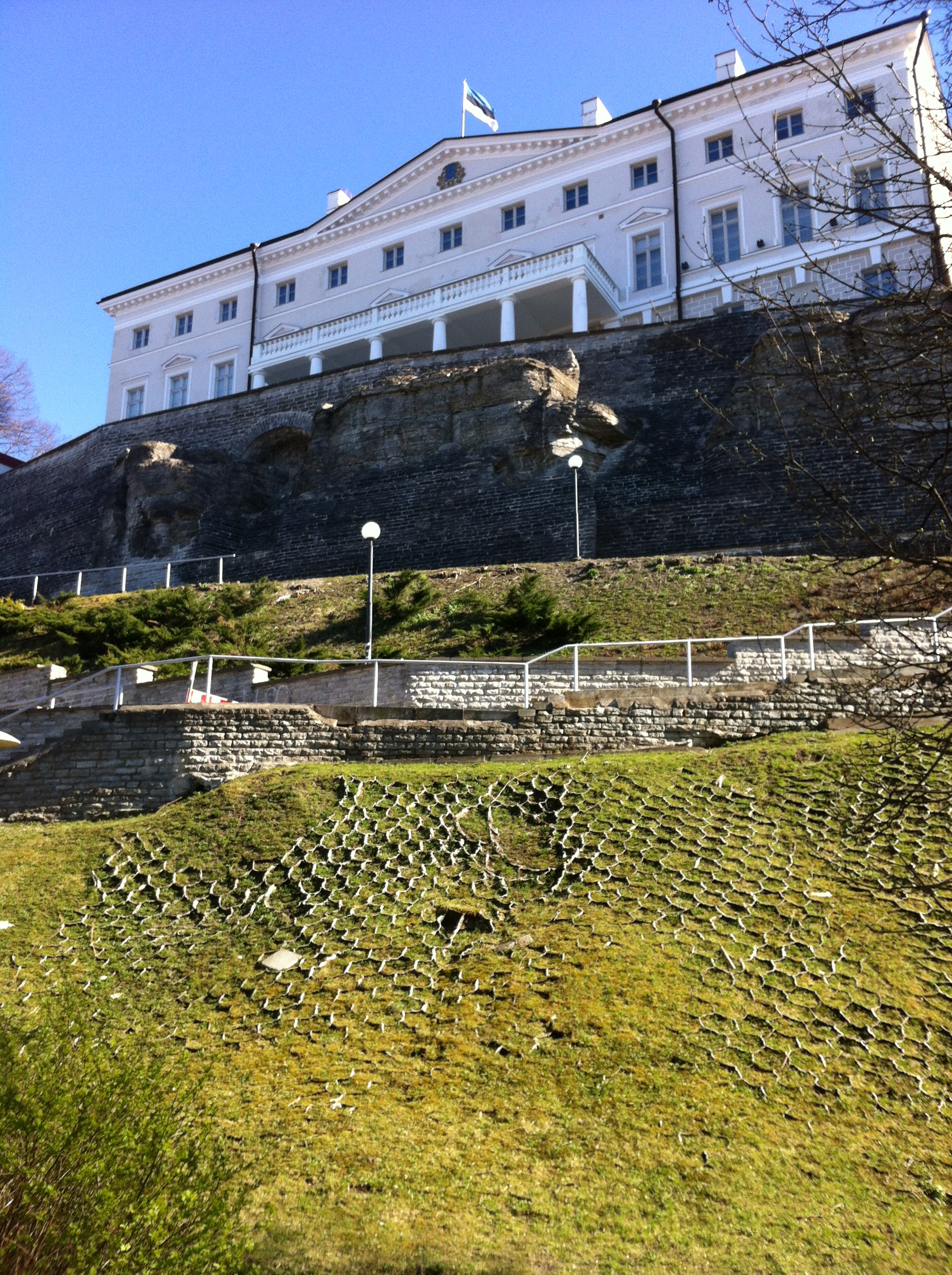
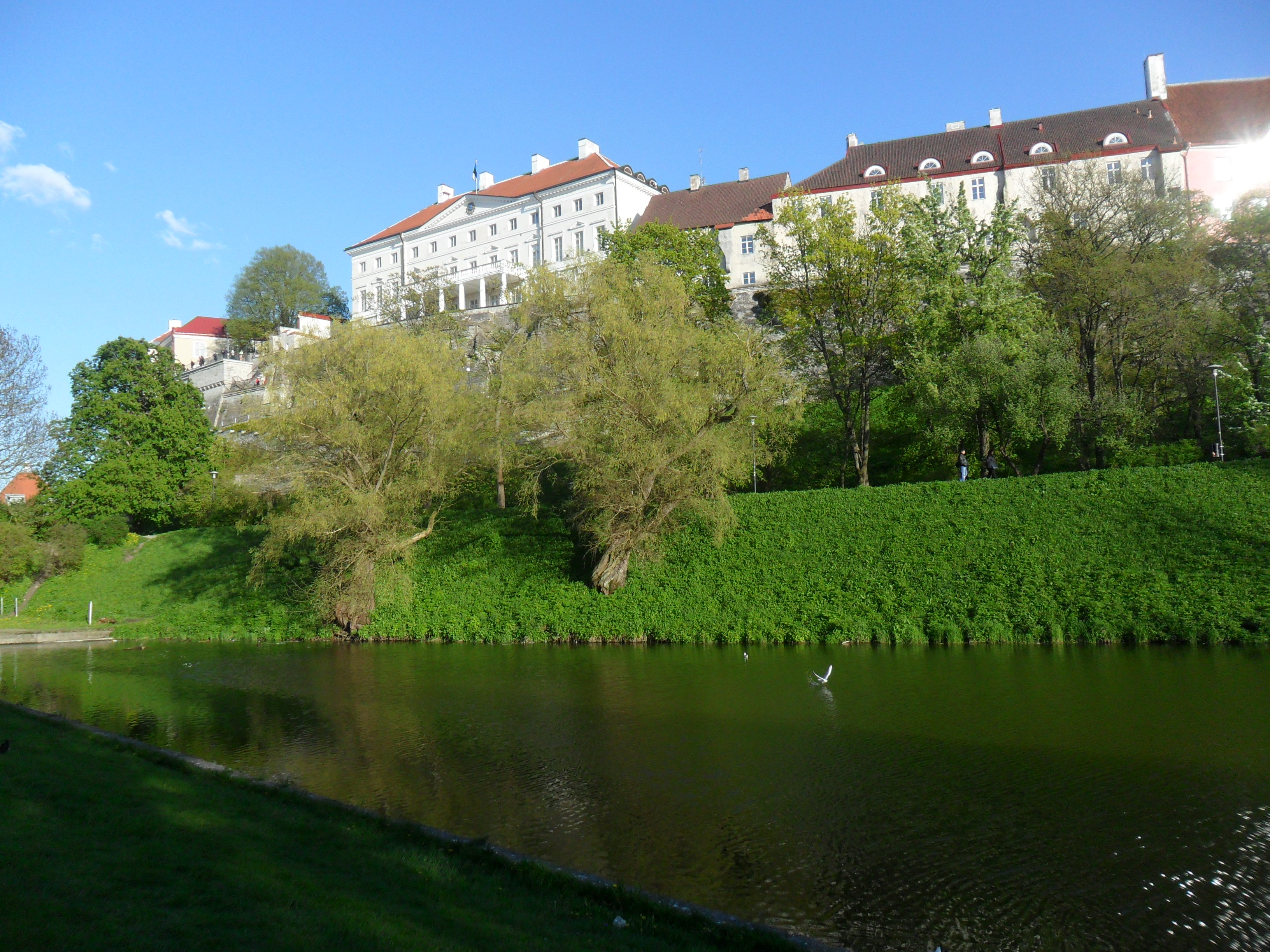
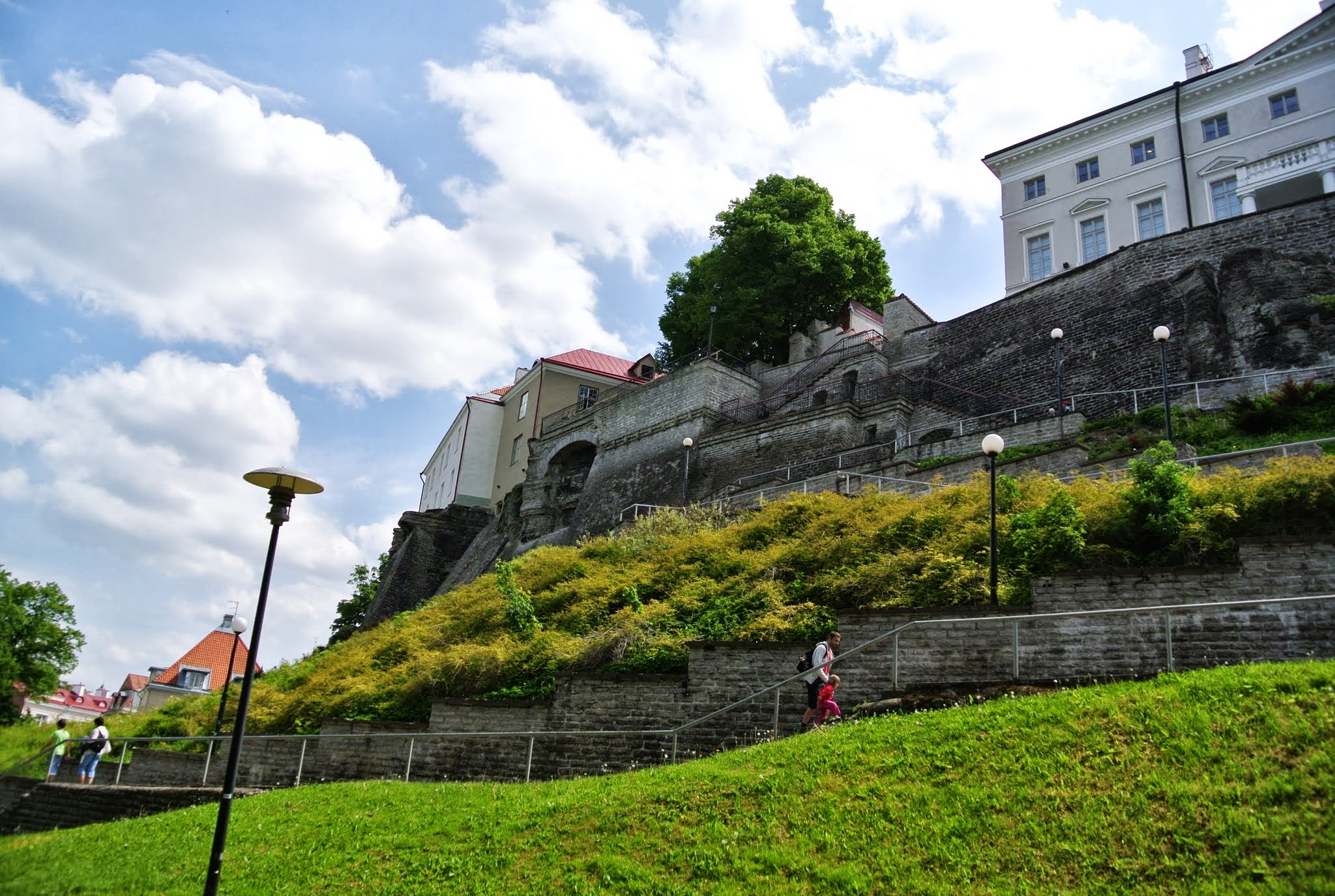
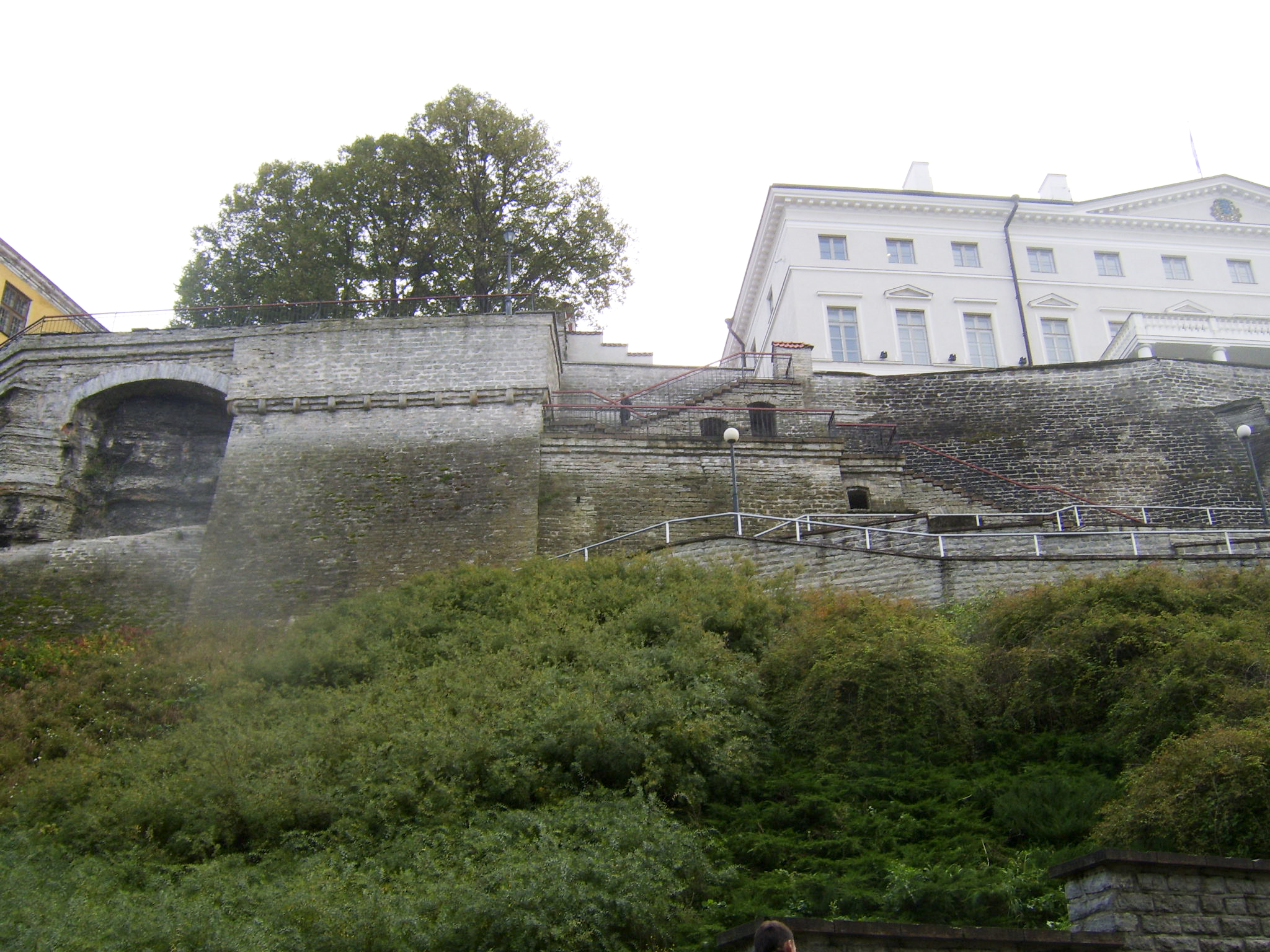